# Ben Reilly
Benjamin "Ben" Reilly (também conhecido como Aranha Escarlate, o segundo Homem-Aranha e Aranha Carnage) é um personagem de histórias em quadrinhos do universo da Marvel Comics.  Ele foi um clone de Peter Parker (Homem-Aranha) e personagem de destaque na Saga do Clone. Ele apareceu pela primeira vez na revista The Amazing Spider-Man nº. 149 (outubro de 1975).

## Publicação
Reilly apareceu pela primeira vez como Homem-Aranha em Amazing Spider-Man, nº. 149.  A história foi revisitada em What If volume 1, nº. 30.
O personagem retornou às histórias em quadrinhos durante a Saga do Clone, que foi publicada de outubro de 1994 a dezembro de 1996 nos cinco títulos do Homem-Aranha então em publicação nos Estados Unidos: Amazing Spider-Man, Web of Spider-Man, Spider-Man, Spider-Man Unlimited e Spectacular Spider-Man.  Entre novembro de 1995 e dezembro de 1995, o Aranha Escarlate substituiu Homem-Aranha quatro títulos, que tornaram-se The Amazing Scarlet Spider, Web of Scarlet Spider, Scarlet Spider, Scarlet-Spider Unlimited e The Spectacular Scarlet Spider.  Reilly também apareceu com destaque em material suplementar à história central, incluindo Spider-Man: The Lost Years e Spider-Man: Clone Journals.  Posteriormente, a história central foi revisitada em What If, volume 2, nº. 86.
Reilly recebeu o manto de Homem-Aranha e protagonizou os títulos Amazing Spider-Man, Spectacular Spider-Man, Spider-Man, Spider-Man Unlimited e Sensational Spider-Man, que substituiu Web of Spider-Man como um título mensal. Reilly manteve-se como protagonista de janeiro de 1996 a dezembro de 1996, aparecendo inclusive em DC vs Marvel: O Conflito do Século.
Ainda que Ben Reilly não tenha sido utilizado na continuidade principal desde que Peter Parker retornou ao papel de Homem-Aranha, o personagem foi mencionado frequentemente e utilizado como backstory na mitologia da Spider-Girl. Reilly apareceu na terceira edição de X-Men/Spider-Man em 2009.

## Biografia
Ben Reilly teve sua primeira aventura nos anos 70 (The Amazing Spider-man # 149, Outubro de 1975), quando enfrentou o Homem-Aranha original, enganado pelo Chacal (que não disse ser ele o clone). Na luta que se seguiu, foi dado como morto. Ressurgiria numa história da série "O que aconteceria se...?", ou seja, fora de cronologia oficial, como um Peter Parker mais jovem e que se tornara amigo do original, tornando-se uma espécie de irmão mais novo.
Na "Saga dos Clones" foi reintroduzido na cronologia oficial do Homem-Aranha. Nela, descobre-se que Reilly é apenas mais um dos vários clones de Peter Parker que foram criados pelo Chacal. Fica-se sabendo que após a batalha na qual pensava-se ter ele morrido, Ben abandonou a cidade de Nova York. Tempos depois, conheceu o cientista Seward Trainer, a quem ajudou a fugir de capangas contratados pelo Duende Verde para persegui-lo. A essa altura, o clone já havia adotado o nome de Benjamin Reilly (sendo Benjamin, de Benjamin Parker e Reilly, o sobrenome de solteira de May Parker, ambos tios do Homem-Aranha) e o alter-ego de Aranha Escarlate. Parker e Reilly se encontraram quando May Parker teve um ataque cardíaco e beirou a morte, o que levou Ben a querer ir se despedir.
Seward Trainer fez com que Ben acreditasse novamente ser o verdadeiro Peter Parker (sendo que, mais tarde, o próprio Parker também se convenceu disso). Baseado nesse e em outros fatores (como a gravidez de Mary Jane Watson) Ben Reilly foi levado a assumir o uniforme e a alcunha de Homem-Aranha, enquanto Peter Parker ia embora para Portland, para viver como um homem comum (essa história está na minissérie: Homem-Aranha: A Aventura Final, onde Peter perdeu os poderes).
A partir daí, Ben vai levando uma vida normal: começa a trabalhar no Grão de Café, tem alguns relacionamentos amorosos e tudo está indo muito bem, indicando que ele será mesmo o Aranha...
Mais tarde, Ben Reilly (ainda com a identidade de Homem-Aranha) e Peter Parker lutam contra o Ogro (em Homem-Aranha 186, Editora Abril); porém, Peter fica sabendo que Mary jane está com problemas no parto e deixa a luta para Ben, que é vencido. Na continuação (em A Teia do Aranha 110, Editora Abril), Ben Reilly aparece todo machucado e desacordado; Norman Osborn luta contra Peter e revela o equívoco provocado por Seward... desta forma, tudo leva a crer que Peter é o verdadeiro Homem-Aranha. Isso fica concreto quando, na luta contra o Duende Verde, Ben Reilly, para proteger Peter, é ferido nas costas pelo jato do Duende, e cai do prédio onde estavam lutando... Peter vence a luta e vai até Ben, que diz: "Peter agora só me escuta...agora, clone ou não, você é o herói... o Aranha... cuida bem da minha "sobrinha" e fala do Tio Ben." em seguida, ele morre e, degenerando-se, mostra que Peter é o original.

## Morte
Foi morto pelo Duende Verde enfraquecido falar as ultimas palavras ao Verdadeiro Homem-Aranha.

## Sites não-oficiais
- A Vida de Reilly- versão em português de Life of Reilly, a história completa da Saga do Clone, dos fatos aos bastidores. Por Andrew Goletz e Glenn Greenberg (tradução de Daniel Gomes).

Aranha Carnificina
The Amazing Spider-Man #410. The Amazing Spider-Man # 410.
Arte da capa por Mark Bagley. Durante saga da aranha carnificina [8] [9] [10] [11] , Ben Reilly foi colado com o simbionte Carnificina . Apesar de encarcerado em Ravencroft , o simbionte deixou Cletus Kassidy e colados com John Jameson . Ao tentar parar um Jameson furiosos, o anfitrião mudanças simbionte de vínculo com Reilly para formar Spider-Carnage. Durante esse período, Ben lutaram pelo controle de si mesmo, tentando impedir que ele assumir.
.Ben Reilly decide que a única pessoa capaz de ajudá-lo a se livrar do simbionte Carnificina é Peter Parker. Depois de chegar ao apartamento de Ben Reilly, Peter, sem saber que Ben está ligado com o Carnificina, inicia uma conversa para resolver o mistério do esqueleto encontrado na chaminé da fábrica, que os testes mostraram também ser um clone de Peter Parker. Ben, enquanto isso, luta internamente contra o pensamento de matar Peter Parker, até que este se torna mais intenso e Ben diz a Peter para ir embora.
Após a saída de Peter, Ben continua a lutar com os pensamentos de matar Peter Parker implantados pelo simbionte. O simbionte convence Ben que ele tem que proteger Seward Trainer de Parker, que estava em seu caminho entre a verdade e o esqueleto clonado. Como Ben continua a lutar com os pensamentos de matar Peter Parker, ele encontra-se no telhado do hospital onde S. Trainer se encontra, lutando pelo controle de si mesmo. O simbionte quase domina Ben Reilly enquanto guardas de segurança do hospital tentam, em vão, enfrentá-lo. A luta faz com que Peter Parker vá ao telhado investigar e fica surpreso ao encontrar o "Spider-Carnage". Spider-Carnage imediatamente ataca Parker e quase o derruba para fora do telhado do hospital. Parker vai ao encontro de Ben Reilly e pede a ele para combaterem o simbionte que tem quase o controle completo sobre ele. Ben mal recupera o controle de si mesmo e avisa a Parker para ficar longe de Seward, ou ele não seria responsável por suas ações.
Reilly foi finalmente capaz de se libertar do simbionte, após uma longa batalha interior com a criatura, superando-a com a força de seu caráter. Logo após a separação de Ben, o simbionte do Carnificina retorna para Kassidy. Seward Trainer desapareceu enquanto Ben lutava sua batalha com o simbionte Carnificina. Ben teve sua conta bancária congelada e seus pertences roubados antes de, finalmente, a moagem ter sido incendiada e Ben ter sido enquadrado como autor do incêndio.

## Em outras mídias

### Televisão
- Com a primeira aparição na série de 1990 do Homem-Aranha
- O Aranha escarlate aparece na 4° temporada de Ultimate Homem Aranha participando de varios episodios auxiliando o   Homem-Aranha